# Phacidium carbonaceum
Phacidium carbonaceum är en svampart som först beskrevs av Elias Fries, och fick sitt nu gällande namn av Elias Fries 1823. Phacidium carbonaceum ingår i släktet Phacidium och familjen Phacidiaceae.   Inga underarter finns listade i Catalogue of Life.